# Heinz Kozur
Heinz Walter Kozur né le 26 mars 1942 à Hoyerswerda et mort le 20 décembre 2013 à Budapest est un géologue et paléontologue allemand.
Il a travaillé à la caractérisation biostatigraphique des couches de terrains datant du Trias en Allemagne. 
Avec M. V. Pyatakova, il a décrit le conodonte Hindeodus parvus en 1976. Cette espèce est utile en stratigraphie, car elle décrit le sommet du Changhsingien et la base de l'étage de l'Indusien, et aussi du système du Trias, placés à la première apparition de Hindeodus parvus.

## Publications
- (de) 1970. Mikropaläontologie, Biostratigraphie und Biofazies der germanischen Mitteltrias. Dissertation Bergakademie Freiberg, 32 Taf., 16 Tab., Freiberg.
- (de) 1974. Biostratigraphie der germanischen Mitteltrias. Freiberger Forsch.-H., C 280, partie I: pages 1–56, partie II: pages 1–70, Anlagen: 12 Tabellen, Leipzig.
- (de) Kozur H. & Mock R., 1974b. Zwei neue Conodonten-Arten aus der Trias des Slowakischen Karstes. Casopis Min. Geol. 19(2), pages 135-139. Praha.
- (de) Kozur H. & Mock R., 1974c. Misikella posthernsteini n. sp., die jüngste Conodontenart der tethyalen Trias. Casopis Min. Geol. 19 (3), pages 245-250. Praha.
- (de) 1975. Beiträge zur Conodontenfauna des Perm: Geologisch-paläontologische Mitteilungen Innsbruck, volume 5, pages 1–41.
- (de) (avec Mostler H. & Rahimi-Yazd A.) 1975. Beiträge zur Mikropaläontologie permotriadischer Schichtfolgen. Teil II: Neue Conodonten aus dem Oberperm und der basalen Trias von Nord- und Zentraliran: Geologisch-Paläontologische Mitteilungen Innsbruck, volume 5, pages 1–23.
- (de) (avec Pjatakova M.) 1976. Die Conodontenart Anchignathodus parvus n. sp., eine wichtige Leiform der basalen Trias: Proceedings of the Koninklijke Nederlandese Akademie van Wetenschappen, Series B, volume 79, pages 123–128.
- (de) 1982. Beiträge zur Taxonomie und stratigraphischen Auswertung der untertriassischen Conchostracen. Geol. Paläont. Mitt. Innsbruck, volume 11, pages 355–398.
- (en) Kozur H., 1988. Division of the gondolellid platform conodonts. 1st International Senckenberg Conference and 5th …
- (en) 1989 (1990). Significance of events in conodont evolution for the Permian and Triassic stratigraphy: Courier Forschungsinstitut Senckenberg, volume 117, pages 409–469.
- (en) Kozur H. & Mostler H., 1995. Guadalupian (Middle Permian) Conodonts of Sponge-Bearing Limestones from the Margins of the Delaware Basin, West Texas. Geologia Croatica,, 48(2), page 107-128. (abstract).
- (en) 1995. Some remarks to the conodonts Hindeodus and Isarcicella in the latest Permian and earliest Triassic: Palaeoworld, volume 6, pages 64–77.
- (en) 1995. (avec A. Ramovs, Y.D. Zakharov et C. Wang). The importance of Hindeodus parvus (Conodonta) for the definition of the Permian-Triassic boundary and evaluation of the proposed sections for a global stratotype section and point (GSSP) for the base of the Triassic. Geologija, volume 38, issue 37, pages 173–213.
- (en) 1996. The conodonts Hindeodus, Isarcicella and Sweetohindeodus in the uppermost Permian and lowermost Triassic: Geologia Croatia, volume 49, pages 81–115.
- (en) 2003a. Integrated ammonoid, conodont and radiolarian zonation of the Triassic and some remarks to stage/substage subdivision and the numeric age of the Triassic stages. Albertiana volume 28, pages 57–83.
- (en) 2003b. Integrated ammonoid, conodont and radiolarian zonation of the Triassic. Hallesches Jahrbuch für Geowissenschaften, B, volume 25, pages 49–79.
- (en) 2005 (avec R. E. Weems). Conchostracan evidence for a late Rhaetian to early Hettangian age for the CAMP volcanic event in the Newark Supergroup, and a Sevatian (late Norian) age for the immediately underlying beds. Hallesches Jahrbuch Geowissenschaften, B, volume 27, pages 21-51.
- (en)  2007 (avec R. E. Weems). Upper Triassic conchostracan biostratigraphy of the continental rift basins of Eastern North America: Its importance for correlating Newark Supergroup events with the Germanic Basin and the international geologic time scale. New Mexico Museum Natural History and Science, Bulletin, volume 41, pages 137–188.
- (en) 2010 (avec R. E. Weems). The biostratigraphic importance of conchostracans in the continental Triassic of the northern hemisphere. In: S. G. Lucas (Hrsg.): The Triassic Timescale. The Geological Society, London, Special Publications, volume 334,  (ISBN 978-1-86239-296-0), pages 315–417.
- (en) 2013 (avec M. Franz et H. Bachmann). Shipingia weemsi n. sp., a biostratigraphically important conchostracan species from the uppermost Carnian and lowermost Norian of central Europe. In: Lawrence H. Tanner, Justin A. Spielmann, Spencer G. Lucas (Hrsg.): The Triassic System: New Developments in Stratigraphy and Paleontology. New Mexico Museum of Natural History & Science. Bulletin 61, pages 325–329, Plate 1.